# Zoltán Melis
Zoltán Melis   (Budapest, 11 de setembre de 1947) és un remer hongarès, ja retirat, que va competir durant les dècades de 1960 i 1970. És germà del també remer Antal Melis.
El 1968 va prendre part en els Jocs Olímpics d'Estiu de Ciutat de Mèxic, on guanyà la medalla de plata en la prova del quatre sense timoner del programa de rem. Formà equip amb Jozsef Csermely, György Sarlos i Anta Melis. Quatre anys més tard, als Jocs de Múnic, fou setè en la prova del vuit amb timoner. En el seu palmarès també destaca una medalla de plata al Campionat d'Europa de rem de 1969.